# Sadanagaite
La sadanagaite (simbolo IMA: Sdg) è un raro minerale del supergruppo dell'anfibolo, all'interno del quale viene collocato nel "gruppo degli anfiboli con W(OH,F,Cl)-dominante" e da lì al sottogruppo degli anfiboli di calcio dove occupa un posto nel "gruppo contenente la radice sadanagaite nel nome"; essendo un anfibolo, appartiene agli inosilicati e pertanto alla famiglia minerale dei "silicati", e possiede composizione chimica NaCa2(Mg3Al2)(Si5Al3)O22(OH)2.
La sadanagaite è definita con:
- sodio come catione dominante in posizione A
- magnesio bivalente Mg2+ come catione dominante in posizione C2+
- alluminio trivalente Al3+ come catione dominante in posizione C3+
- anione idrossile OH dominante in posizione W.

## Etimologia e storia
La sadanagaite è stata scoperta tra gli scarti della miniera di "Kasuga", presso Ibigawa (nella prefettura di Gifu, Giappone) e prende il nome da Ryoichi Sadanaga (定永両一) (1920 - 2002), cristallografo e professore dell'Istituto Mineralogico dell'Università di Tokyo.
La storia del nome del minerale è un po' articolata e va ad intrecciarsi con altri anfiboli: la sadanagaite è stata descritta per la prima volta come un nuovo anfibolo povero di silice (numero interno: IMA 1980-027) e pubblicato nel 1984, ma nel 1997 è stata ridefinita con il nome magnesiosadanagaite.
Infine ha subito un altro cambio di nome per arrivare a quello attuale, dovuto alla ridefinizione degli anfiboli del 2012.
L'intreccio con gli altri anfiboli è dovuto al fatto che:
- il materiale originariamente descritto come sadanagaite nel 1984, è diventato potassic-sadanagaite nel 1997 e potassic-ferro-sadanagaite nel 2012
- il materiale descritto come sadanagaite tra il 1997 e il 2012 è ora ferro-sadanagaite
- il materiale descritto come magnesiosadanagaite è stato definito come sadanagaite nella nomenclatura dell'anfibolo del 2012.

## Classificazione
Nella classica nona edizione della sistematica dei minerali di Strunz, aggiornata dall'Associazione Mineralogica Internazionale fino al 2009, elenca la sadanagaite col nome magnesiosadanagaite e la colloca nella classe "9. Silicati (germanati)" e da lì nella sottoclasse "9.D Inosilicati"; questa viene suddivisa più finemente in base alla struttura del minerale, in modo tale che la sadanagaite possa essere trovata nella sezione "9.DE Inosilicati con catene doppie di periodo 2, Si4O11; clinoanfiboli" dove forma il sistema nº 9.DE.10.
Tale classificazione viene in piccola parte rivista nell'edizione successiva, proseguita dal database "mindat.org" e chiamata Classificazione Strunz-mindat, dove la sadanagaite occupa i medesimi classe, sottoclasse e sezione della nona edizione, per poi venire smistata nel sistema nº 9.DE.15.
Nella Sistematica dei lapis (Lapis-Systematik) di Stefan Weiß la sadanagaite si trova nella classe dei "silicati" e nella sottoclasse degli "inosilicati"; qui si trova nella sezione riservata ai minerali con struttura "[Si4O11] a due bande 6-; gruppo degli anfiboli; Ca2-anfiboli" dove forma il sistema nº VIII/F.10.
Anche la classificazione dei minerali secondo Dana, usata principalmente nel mondo anglosassone, elenca la sadanagaite nella famiglia dei "silicati", qui è nella classe degli "inosilicati: catene doppie non ramificate, W=2" e nella sottoclasse degli "inosilicati: catene doppie non ramificate, configurazione anfibolo W=2" dove forma il "gruppo 2, Anfiboli di calcio" con il sistema nº 66.01.03a.

## Abito cristallino
La sadanagaite cristallizza nel sistema monoclino nel gruppo spaziale C2/m (gruppo nº 12) con i parametri reticolari a = 9,922(10) Å, b = 18,03(2) Å, c = 5,352(9) Å e β = 105,3(10)°, oltre ad avere 2 unità di formula per cella unitaria.

## Origine e giacitura
La sadanagaite si forma per metamorfismo di contatto, producendo skarn a bande, in condizioni di facies anfibolitica a cornubianite a pirosseno, a eclogitica. La paragenesi dipende dal luogo di ritrovamento ed è con vesuvianite, ercinite, titanite, ilmenite, apatite (per campioni trovati sull'isola di Yuge, Giappone), oppure con biotite, ortoclasio, pargasite ferrosa subsilicica (per campioni rinvenuti nell'area di Nogo-Hakusan, Giappone).
La sadanagaite è rara ed è stata trovata solo in pochi siti: oltre alla sua località tipo, la miniera di "Kasuga" nella prefettura di Gifu (Giappone), la sadanagaite è stata trovata anche a: Mogok (Birmania); la provincia di Bitlis (Turchia); a Lục Yên (provincia di Yen Bai, Vietnam); nella riserva naturale di "Ilmen" (nell'oblast' di Čeljabinsk, Russia); a Laizhou (nello Shandong, Cina); a Doboj (Bosnia ed Erzegovina); a Kletno (Polonia); a St Just (in Cornovaglia, Inghilterra).

## Forma in cui si presenta in natura
La sadanagaite è stata scoperta sotto forma di cristalli prismatici lunghi fino a 3 mm. Il minerale è traslucido con lucentezza vitrea; il colore va dal marrone scuro al nero mentre il colore del suo striscio è marrone chiaro.

## Proprietà ottiche
La sadanagaite mostra un forte pleocroismo con colori che vanno dal marrone chiaro, grigiastro o giallo verdastro secondo {\displaystyle x}, da arancione giallastro a marrone oliva chiaro secondo {\displaystyle y} a marrone verdastro, marrone oliva chiaro fino all'arancione giallastro scuro secondo {\displaystyle z}.

## Minerali correlati
Un minerale simile alla sadanagaite è la ferro-sadanagaite: è un anfibolo non ancora approvato dall'Associazione Mineralogica Internazionale nel quale il catione dominante in posizione C2+ non è il magnesio, bensì il ferro ferroso Fe2+. La sua composizione chimica è pertanto {Na}{Ca2}{Fe3Al2}(Al3Si5O22)(OH)2.
A sua volta è stata scoperta una variante della ferro-sadanagaite, chiamata ferro-ferri-sadanagaite ({Na}{Ca2}Fe(Al3Si5O22)(OH)2), nella quale l'alluminio trivalente in posizione C3+ è sostituito da ferro ferrico Fe3+.